# Латунь (фільм, 1923)
«Латунь» (англ. Brass) — американська мелодрама режисера Сідні Франкліна 1923 року.

## У ролях
- Монте Блу — Філіп Болдвін
- Марі Прево — Марджорі Джонс
- Ірен Річ — місіс Гротенберг
- Гаррі Майерс — Вілбур Ленсінг
- Френк Кінен — Френк Чарч
- Гелен Фергюсон — Розмарі Чарч
- Пет О'Меллі — Гаррі Болдвін
- Міс Дюпон — Люсі Болдвін
- Етель Грей Террі — Лейла Вейл
- Маргарет Седдон — місіс Болдвін
- Едвард Джобсон — суддя Болдвін
- Сіріл Чадвік — Рой Норт
- Віра Льюїс — місіс Джонс
- Гарві Кларк — Джордж Йост
- Гертруда Беннетт — місіс Йост
- Брюс Герін — Пол (дитина)